# 俺はぜったいスーパー・スター
「俺はぜったいスーパー・スター」（おれはぜったい スーパー スター）は、歌手の吉幾三が1978年（昭和53年）5月25日に発表したシングルである。

## 概要
アイドル歌手として鳴かず飛ばずだった吉はシンガーソンガーライターとして出直し、起死回生で1977年（昭和52年）にリリースした「俺はぜったい！プレスリー」がヒットし、映画化までされ、ようやく世間からの日の目を見る。続く２匹目のドジョウを狙ってリリースされた楽曲であったが、ヒットはしなかった。ナンセンスに徹した前作と曲名こそ似ているが、若干のシリアスさが含まれたコミック･フォークソング。家族の反対を押しきって田舎から歌手を目指し上京し、大都会で苦労を重ねる吉本人の自伝的要素が高い作品。現在、吉のコンサートでまず歌われることはない。

## 収録曲
1. 俺はぜったいスーパー・スター
2. 坂道は長く
  - 全作詞・作曲：吉幾三